# Convolvulus hildebrandtii
Convolvulus hildebrandtii är en vindeväxtart som beskrevs av Wilhelm Vatke. Convolvulus hildebrandtii ingår i släktet vindor, och familjen vindeväxter. Inga underarter finns listade i Catalogue of Life.